# Синьочела аратинга
Синьочела аратинга (Thectocercus acuticaudatus) е вид птица от семейство Папагалови (Psittacidae).

## Разпространение и местообитание
Разпространен е в Аржентина, Боливия, Бразилия, Венецуела, Колумбия, Парагвай и Уругвай.